# Fahne

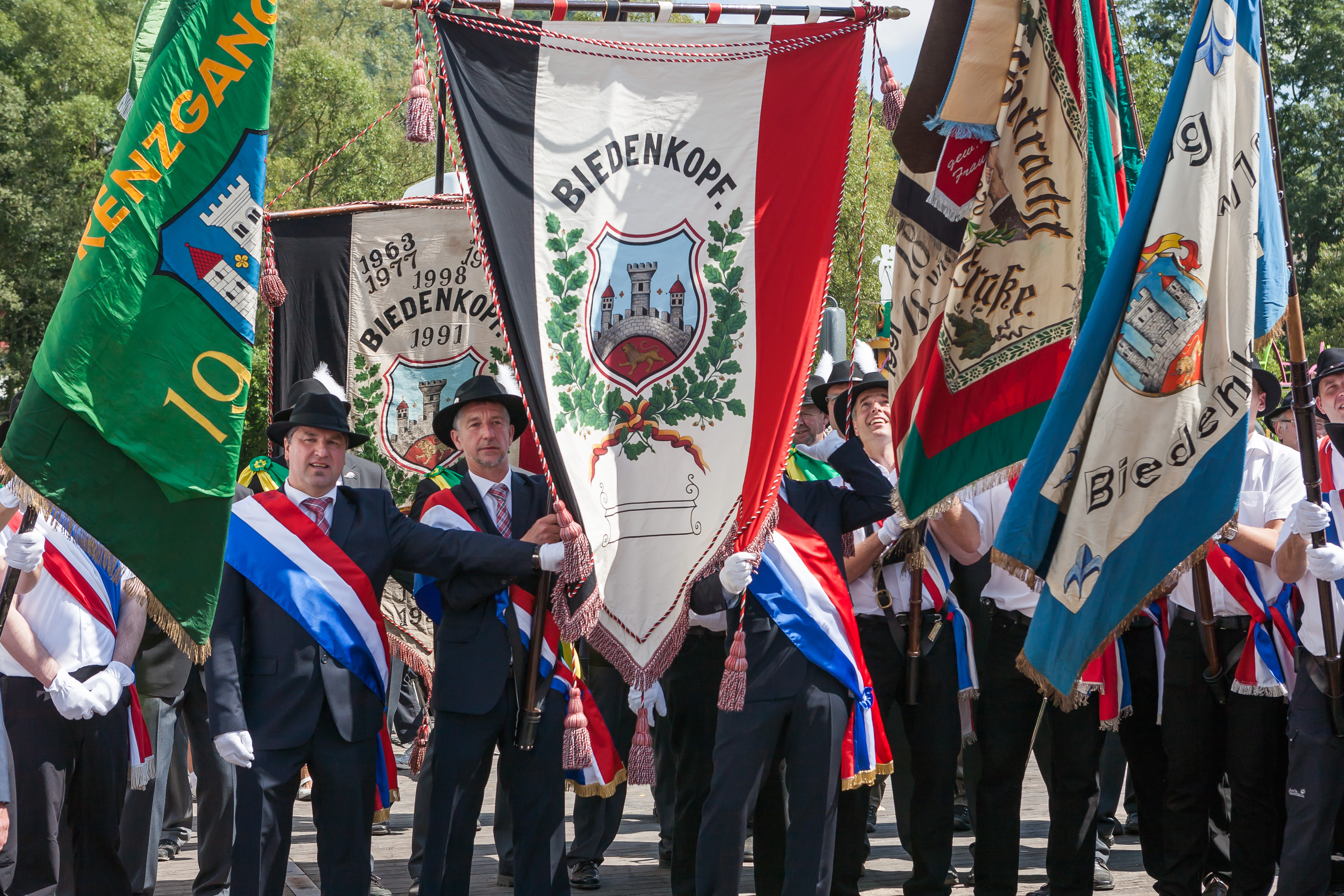
Weihe von Biedenkopfs Stadtfahne (2012)

Eine Fahne (von althochdeutsch fano m. ‚Tuch‘, ‚Fahne‘, urgermanisch fanōn m. ‚Tuch‘, verwandt mit lateinisch pannus ‚Tuch‘, ‚Lappen‘ und altgriechisch πῆνος ‚Gewebe‘) ist ein ein- oder mehrfarbiges, leeres oder mit Bildern oder Symbolen versehenes, meist rechteckiges Stück Tuch, das an einem Fahnenmast oder einem Fahnenstock meist mit Nägeln und verzierter Spitze befestigt ist und für eine Gemeinschaft steht (Verein, Zunft, Kirche, Truppe).

## Begriffe
Umgangssprachlich werden die Wörter Fahne und Flagge oft synonym verwendet. In der Schweiz werden die Bundes-, Staats-, Gemeinde- und sonstigen „Flaggen“ als Fahnen bezeichnet – so heißt es Schweizerfahne, nicht „Schweizer Flagge“.

## Geschichte
Als Stammes- oder Feldzeichen sind Fahnen im Morgenland seit dem frühen Altertum bekannt. Auch im römischen Heer erfuhren sie zahlreiche Verwendung. Seit dem 11. und 12. Jahrhundert gab es in Italien und Deutschland sogar besondere Fahnenwagen, die sogenannten Karraschen (Carroccio). Das spätere Mittelalter bezeichnet die Fahne als Banner oder auch Paniere. Vor dem Ersten Weltkrieg führten alle Truppengattungen (außer der Artillerie) Fahnen. Die Fahnen der Reiterei hießen Standarten.
Ihr Verwendungsbereich erweiterte sich im Lauf der Zeit u. a. als Werbeträger (siehe Beachflag).

## Verwendung
Ursprünglich dienten die Fahnen im Kampf als Orientierungspunkt für die Soldaten und Truppenteile. Daher rührt auch der Name Fähnlein für eine bestimmte Anzahl an Kämpfern im 16. und 17. Jahrhundert. Aus dieser Bindung der Einheiten an ihre Fahne keimte auch deren Bedeutung als Symbol für militärische Ehre und Treue (siehe auch Fahneneid, den der Soldat darauf zu leisten hatte, Fahnenflucht als schweres Vergehen eines Soldaten).

## Bedeutung
Dadurch wurde die Fahne quasi zum Heiligtum, das sowohl kirchlich geweiht als auch an besonderer Stelle aufbewahrt wurde. Nicht nur den Militärangehörigen, auch der Fahne an sich wurden die militärischen Ehrbezeugungen dargebracht. Als Fahnenträger wurden ausgesuchte Personen eingesetzt, die Fähnriche, meist Junker im Offiziersrang. Später gab man diese Aufgabe auch an verdiente Unteroffiziere oder Anwärter.
Die Verteidigung der Fahne war stets soldatische Pflicht. Die Eroberung einer feindlichen Fahne war eine Ruhmestat, der Verlust der eigenen galt als Schande. Die Namen der Soldaten oder Offiziere, die mit der Fahne in der Hand gefallen waren, wurden auf einem silbernen Ring an der Fahnenstange angebracht. Im Gefecht beschädigte Fahnen erhielten ebenfalls silberne Ringe, auf denen das Geschehnis vermerkt war. Hohes Alter und Spuren bestandener Kampfhandlungen galten seit je als besondere Zierde der Fahnen. Eroberte Fahnen und Standarten waren die schönsten Siegestrophäen und wurden selbst nach Friedensschluss nicht herausgegeben, sondern im Zeughaus oder in Kirchen aufgestellt.
Mit der Änderung von Kriegstechniken und speziell der Aufgabe der geschlossenen Schlachtreihe verlor die Fahne als taktisches Feldzeichen an Bedeutung. Seit dem Jahr 1900 hatte z. B. die Feldartillerie des Deutschen Reiches keine Fahne mehr, wohl aber jedes Bataillon der Infanterie, Jäger und Pioniere sowie das jeweils erste Bataillon eines Fußartillerieregiments. Im Ersten Weltkrieg wurden zwar die Fahnen noch mitgenommen, aber mit Beginn des Stellungskrieges nach Hause gebracht.
Jedoch werden Fahnen immer noch benutzt, um in annektierten oder besetzten Ländern oder Regionen die neue Zugehörigkeit zu zeigen, wie zum Beispiel die Rote Fahne auf dem Reichstagsgebäude im Mai 1945.

## Prozessionsfahnen

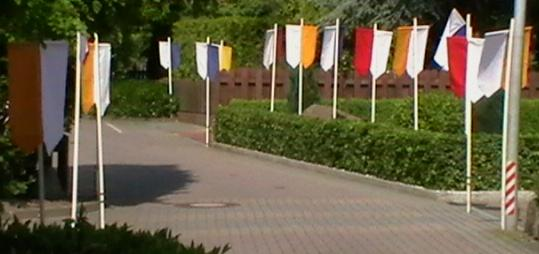
Prozessionsfähnchen

Bei kirchlichen Prozessionen spielen Fahnen traditionell eine große Rolle. In der Prozession werden Prozessionsfahnen und Banner der kirchlichen Gruppierungen und Vereine mitgeführt. Der Prozessionsweg etwa bei der Erstkommunion, bei Bischofsbesuchen, Jubiläen und Primizen sowie die Segensaltäre an Fronleichnam werden durch kleine, am Straßenrand aufgestellte Prozessionsfähnchen geschmückt, üblicherweise meist in den Farben Gelb-Weiß, Blau-Weiß und Rot-Weiß.

## Kirchenfahnen
Kirchenfahnen sind rechtlich nicht wie Staats- und Kommunalfahnen geschützt. Anfang des 20. Jahrhunderts entwickelte sich in Deutschland je eine einheitliche Fahne der beiden großen christlichen Konfessionen. Davor führten Kirchengemeinden und übergeordnete Einheiten in einigen Fällen eigene Fahnen.

### Katholische Kirchenfahnen
Die katholische Kirchenfahne orientiert sich an der Flagge der Vatikanstadt. Die Bannerfahne ist in zwei vertikale Streifen geteilt (Gelb-Weiß).

### Evangelische Kirchenfahnen
Die evangelische Fahne besteht aus einem weißen Hintergrund, auf dem ein großes, violettes Kreuz (über die komplette Länge und Breite) abgebildet ist.

### Ökumenische Fahne
Unbebilderte Artikel finden und Bilder suchen: in Kategorie:Fahne / im Umkreis von 10 km
Eine in den 1920er Jahren in der Bewegung für Praktisches Christentum entstandene ökumenische Fahne besteht aus einem vertikalen und horizontalen weißen Balken, die sich in der Mitte treffen. Der Hintergrund ist rot, damit ähnelt die Fahne der dänischen Flagge.

### Christliche Flagge
In Amerika und Afrika ist die Christliche Flagge verbreitet.

## Vereinsfahnen
Mit Logo und Namen versehene Fahnen zur Identifizierung und Wiedererkennung eines Vereins werden häufig als Banner bezeichnet. Für Zwecke der Öffentlichkeitsarbeit gibt es sie in unterschiedlichen Formen und Varianten.